# Bolton (Massachusetts)
Bolton é uma vila localizada no condado de Worcester no estado estadounidense de Massachusetts. No Censo de 2010 tinha uma população de 4.897 habitantes e uma densidade populacional de 94,13 pessoas por km².

## Geografia
Bolton encontra-se localizado nas coordenadas 42° 26′ 24″ N, 71° 36′ 07″ O. Segundo a Departamento do Censo dos Estados Unidos, Bolton tem uma superfície total de 52.03 km², da qual 51.68 km² correspondem a terra firme e (0.67%) 0.35 km² é água.

## Demografia
Segundo o censo de 2010, tinha 4.897 pessoas residindo em Bolton. A densidade populacional era de 94,13 hab./km². Dos 4.897 habitantes, Bolton estava composto pelo 94.94% brancos, o 0.47% eram afroamericanos, o 0.14% eram amerindios, o 2.65% eram asiáticos, o 0.02% eram insulares do Pacífico, o 0.16% eram de outras raças e o 1.61% pertenciam a duas ou mais raças. Do total da população o 1.78% eram hispanos ou latinos de qualquer raça.